# Sint-Michaëlskerk (Suderwick)
De Sint-Michaëlskerk is een van de missieposten in het Duitse Suderwick, die langs de oostgrens van Nederland en Duitsland tijdens de Reformatie opgericht werden ter ondersteuning van de katholieken in Nederland.

## Geschiedenis

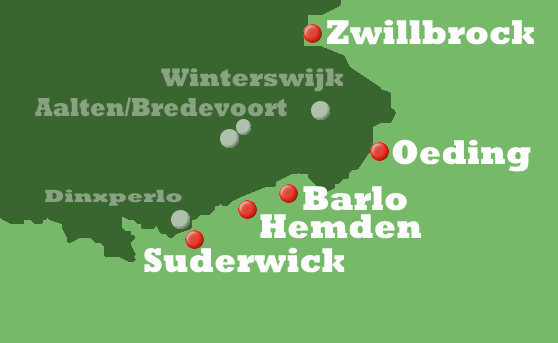
Missieposten langs de grens

Tijdens de reformatie werd de rooms-katholieke parochie te Dinxperlo opgeheven. De bisschop van Münster, Christoph Bernhard von Galen, liet omstreeks 1676 kapelletjes bouwen langs de Duitse grens "om de erbarmelijke onwetendheid van de gelovigen te verhelpen". Grote verdienste aan de oprichting van de Hemdener vluchtkapel had de jezuïetenpater vicaris Ernst Ignatz Busch. Bisschop von Galen had hem in 1675 de opdracht gegeven om in het gehele Ambt Bocholt kerken en scholen op te richten. In 1681 werd in Suderwick een rooms-katholieke parochie gesticht en precies tegen de grens bouwde men een kapel, zodat ook de katholieken uit Dinxperlo daar konden kerken.

### Uitbreidingen
In 1765 werd deze kapel vervangen door het barokke Sint-Michaëlskerkje. Pater Niemöllmann was de bouwpastoor van deze kerk. Aangezien het aantal katholieken uit Dinxperlo groot was, werd de kapel al snel te klein. Door een schenking werd de parochie in staat gesteld om een grotere kerk te bouwen: de kerk zoals deze er tegenwoordig nog staat. In 1980 werd de kerk gerestaureerd.

## Bron
- fietsenindeachterhoek.nl